# Poblado de la Peña Ajuerá
El Poblado de la Peña Ajuerá, es un poblado de la Edad del Bronce, situado en un promontorio rocoso próximo a la localidad de Azuébar, comarca del Alto Palancia, en la provincia de Castellón, España, catalogado como Bien de Interés Cultural según obra en la Dirección General de Patrimonio Artístico de la Generalidad Valenciana, con código identificativo: 12.07.018-006, no presentando inscripción ministerial, pese a su declaración genérica con la tipología de yacimiento arqueológico.

## Historia
Azuébar tiene su origen en la Edad de Bronce, alrededor del año 1500 a. C.; época de la prehistoria en el que existía en la zona un pequeño poblado situado en la llamada “Peña Ajuerá”.
Con el paso del tiempo la zona fue ocupada por diferentes pueblos que llevaron a cabo transformaciones en el asentamiento poblacional.

## Descripción
El poblado tenía reducidas dimensiones, y se ubicaba en una elevación que se veía perfectamente defendida por escarpes y laderas pronunciadas, que se reforzaban con murallas construidas en las zonas más accesibles.
Actualmente del poblado se pueden apreciar los restos de unas alineaciones de piedra que presentan disposición circular, que aparecen cubiertas de piedras sueltas y abundante vegetación. También se ven alineaciones de piedra que podría considerarse parte de una muralla. En la Peña Ajuerá, promontorio rocoso situado en las proximidades de la población, se abre un arco (de 8 metros de altura y entre 2 y 5 metros de anchura), que comunica ambas partes de la montaña, y que se ve desde todo el término. Geológicamente el promontorio está constituido por las calizas dolomíticas gris azuladas muy tableadas y frágiles que suelen predominar por la zona. Junto al arco natural hay algunas cuevas pequeñas y abrigos, destacando una abertura en la parte posterior, que puede parecer una simple grieta, pero que penetra hasta 15 metros siguiendo una trayectoria sinuosa y llegando a alcanzar unos 10 metros por encima de la senda que conduce al arco natural, pudiéndose considerar como la cueva, de formación erosiva, más profunda hallada en la zona.